# Cotesia
Cotesia là một chi tò vò braconidae được mô tả lần đầu bởi Peter Cameron năm 1891. 
Một số loài ký sinh vào sâu của các loài được coi là sinh vật gây hại, và được sử dụng làm tác nhân kiểm soát sinh học.

## Các loài
Chi này có các loài sau:
- Cotesia abjecta
- Cotesia acauda
- Cotesia acronyctae
- Cotesia acuminata
- Cotesia acutula
- Cotesia affinis
- Cotesia agricola
- Cotesia alaskensis
- Cotesia algonquinorum
- Cotesia alius
- Cotesia alternicolor
- Cotesia alypiae
- Cotesia americana
- Cotesia amesis
- Cotesia ammalonis
- Cotesia amphipyrae
- Cotesia analis
- Cotesia ancilla
- Cotesia angustibasis
- Cotesia anisotae
- Cotesia anomidis
- Cotesia anthelae
- Cotesia aphae
- Cotesia argynnidis
- Cotesia astrarches
- Cotesia atalantae
- Cotesia aurura
- Cotesia australiensis
- Cotesia autographae
- Cotesia ayerza
- Cotesia balli
- Cotesia bataviensis
- Cotesia berberis
- Cotesia bignellii
- Cotesia bonariensis
- Cotesia bosei
- Cotesia brachycera
- Cotesia brevicornis
- Cotesia callimone
- Cotesia calodetta
- Cotesia capucinae
- Cotesia carduicola
- Cotesia cerurae
- Cotesia charadrae
- Cotesia chares
- Cotesia chiloluteelli
- Cotesia chiloniponellae
- Cotesia chilonis
- Cotesia chinensis
- Cotesia chrysippi
- Cotesia cingiliae
- Cotesia cirphicola
- Cotesia cleora
- Cotesia clepta
- Cotesia clisiocampae
- Cotesia congestiformis
- Cotesia congregata
- Cotesia corylicola
- Cotesia crambi
- Cotesia crassifemorata
- Cotesia cultellata
- Cotesia cuprea
- Cotesia cyaniridis
- Cotesia cynthiae
- Cotesia danaisae
- Cotesia deliadis
- Cotesia delicata
- Cotesia depressa
- Cotesia depressithorax
- Cotesia diacrisiae
- Cotesia dictyoplocae
- Cotesia disparis
- Cotesia diurnii
- Cotesia diversa
- Cotesia electrae
- Cotesia eliniae
- Cotesia empretiae
- Cotesia enypiae
- Cotesia erionotae
- Cotesia errator
- Cotesia euchaetis
- Cotesia eulipis
- Cotesia euphydryidis
- Cotesia euryale
- Cotesia evagata
- Cotesia fascifemorata
- Cotesia ferruginea
- Cotesia ferventis
- Cotesia fiskei
- Cotesia flagellator
- Cotesia flagitata
- Cotesia flaviconchae
- Cotesia flavicornis
- Cotesia flavipes
- Cotesia fluvialis
- Cotesia gabera
- Cotesia gades
- Cotesia gastropachae
- Cotesia geometricae
- Cotesia geryonis
- Cotesia gillettei
- Cotesia glabrata
- Cotesia glomerata
- Cotesia gonopterygis
- Cotesia gordii
- Cotesia gregalis
- Cotesia griffini
- Cotesia hadenae
- Cotesia halisidotae
- Cotesia hallii
- Cotesia hanshouensis
- Cotesia harteni
- Cotesia hemileucae
- Cotesia hesperidivora
- Cotesia hispanica
- Cotesia honora
- Cotesia hyphantriae
- Cotesia inducta
- Cotesia intermixta
- Cotesia ishizawai
- Cotesia isolde
- Cotesia jayanagarensis
- Cotesia jucunda
- Cotesia judaica
- Cotesia junoniae
- Cotesia kamiyai
- Cotesia kariyai
- Cotesia kasparyani
- Cotesia kazak
- Cotesia koebelei
- Cotesia kraussi
- Cotesia kurdjumovi
- Cotesia laeviceps
- Cotesia langei
- Cotesia limbata
- Cotesia limenitidis
- Cotesia lineola
- Cotesia luminata
- Cotesia lunata
- Cotesia lyciae
- Cotesia lycophron
- Cotesia lymantriae
- Cotesia mahoniae
- Cotesia marginiventris
- Cotesia marquesi
- Cotesia mayaguezensis
- Cotesia medicaginis
- Cotesia meghrangini
- Cotesia melanoscela
- Cotesia melitaearum
- Cotesia mendicae
- Cotesia microsoma
- Cotesia miyoshii
- Cotesia murtfeldtae
- Cotesia nemoriae
- Cotesia neustriae
- Cotesia nigritibialis
- Cotesia nikami
- Cotesia nitens
- Cotesia noctuidiphaga
- Cotesia nonagriae
- Cotesia notha
- Cotesia numen
- Cotesia obscuricornis
- Cotesia ocneriae
- Cotesia ofella
- Cotesia ogara
- Cotesia olenidis
- Cotesia onaspis
- Cotesia ordinaria
- Cotesia orestes
- Cotesia orientalis
- Cotesia ornatricis
- Cotesia orobenae
- Cotesia paphi
- Cotesia pappi
- Cotesia parallelis
- Cotesia parastichtidis
- Cotesia parijati
- Cotesia peltoneni
- Cotesia perspicua
- Cotesia phigaliae
- Cotesia philoeampus
- Cotesia phlyctaeniae
- Cotesia phobetri
- Cotesia pholisorae
- Cotesia picipes
- Cotesia pieridis
- Cotesia pilicornis
- Cotesia pistrinariae
- Cotesia planula
- Cotesia plathypenae
- Cotesia podunkorum
- Cotesia praepotens
- Cotesia prenidis
- Cotesia progahinga
- Cotesia pyralidis
- Cotesia pyraustae
- Cotesia pyrophilae
- Cotesia radiantis
- Cotesia risilis
- Cotesia rubecula
- Cotesia rubripes
- Cotesia ruficrus
- Cotesia rufiventris
- Cotesia rufocoxalis
- Cotesia salebrosa
- Cotesia saltator
- Cotesia saltatoria
- Cotesia santolinae
- Cotesia sasakii
- Cotesia satunini
- Cotesia scabriculus
- Cotesia schaeferi
- Cotesia schaffneri
- Cotesia schini
- Cotesia schizurae
- Cotesia scitula
- Cotesia sericea
- Cotesia sesamiae
- Cotesia sessilis
- Cotesia setebis
- Cotesia shemachaensis
- Cotesia shrii
- Cotesia sibyllarum
- Cotesia simurae
- Cotesia smerinthi
- Cotesia sorghiellae
- Cotesia specularis
- Cotesia spuria
- Cotesia subancilla
- Cotesia subordinaria
- Cotesia suvernii
- Cotesia suzumei
- Cotesia taprobanae
- Cotesia tatehae
- Cotesia tegerus
- Cotesia teleae
- Cotesia telengai
- Cotesia tenebrosa
- Cotesia thapinthotha
- Cotesia theae
- Cotesia theclae
- Cotesia tibialis
- Cotesia tmetocerae
- Cotesia unicolor
- Cotesia urabae
- Cotesia vanessae
- Cotesia vestalis
- Cotesia villana
- Cotesia viridanae
- Cotesia xylina
- Cotesia yakutatensis
- Cotesia zygaenarum